# Европейский союз (станция метро)
Европейский союз (болг. Европейски съюз) — станция Второй линии Софийского метрополитена.

## История
Строилась в 80-х годах XX века, островная платформа, проектное название Св. Наум или Хемус, перед открытием переименована в Европейский союз. Пуск состоялся 31 августа 2012 года.

## Описание
Находится между станциями Джеймс Баучер и Национальный дворец культуры. Выходы на бульвар Черни Врых, Свети Наум и Арсеналски.

## Галерея

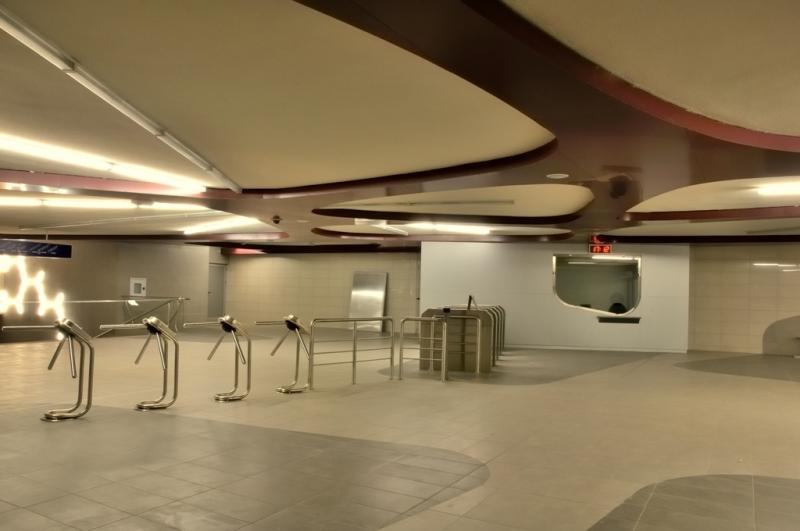